# Pljevelj
Pljevelj (pljevulj; lat. Holosteum), biljni rod jednogodišnjeg raslinja iz porodice klinčićevki. Sastoji se od 4 vrste iz umjerene Euroazije, posebno Rusija, Kavkaz i Srednja Azija, te Sjeverna Afrika
U Hrvatskoj postoji jedna vrsta, štitasti pljevelj H. umbellatum.

## Vrste
1. Holosteum glutinosum (M.Bieb.) Fisch. & C.A.Mey.
2. Holosteum kobresietorum Rech.f., afganistanski endem.
3. Holosteum marginatum C.A.Mey.
4. Holosteum umbellatum L.